# 105mm houfnice M119
105mm houfnice M119 je americká lehká polní houfnice založená na britském typu L119. Může být přepravována letecky, buď v závěsu pod vrtulníkem nebo shazována padákem z letounů.

## Vznik a vývoj

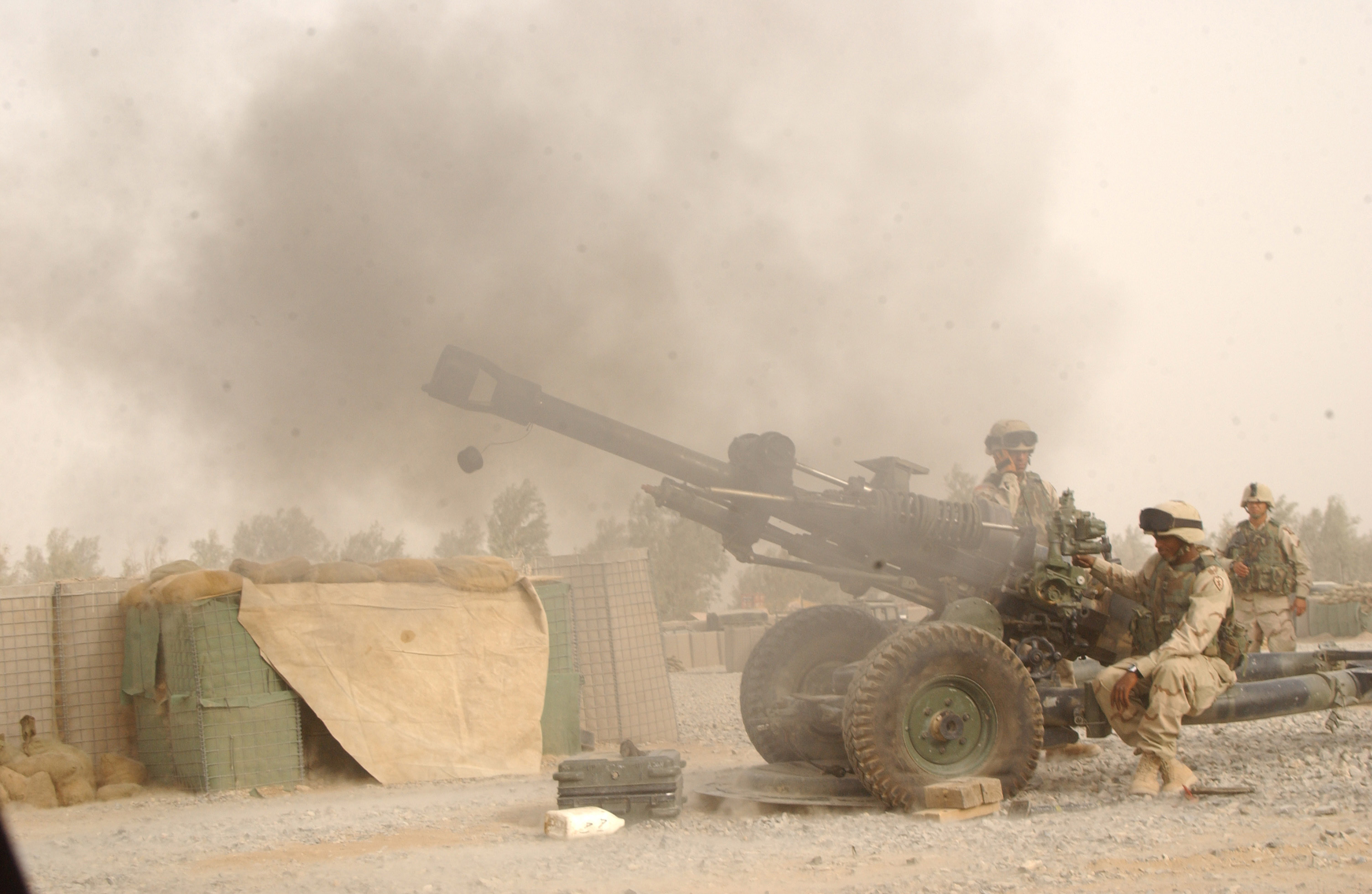
Houfnice M119 v Afghánistánu

Houfnice byla navržena a vyrobena britskou společností Royal Ordnance jako lehká děla L118 a L119. U verze L118 zbraň užívá dělené střelivo ráže 105 mm,  varianta L119 užívá standardní jednotnou dělostřeleckou munici NATO ráže 105 mm. V roce 1975 vstoupilo dělo L118 do výzbroje Britské armády. Děla tohoto typu se zúčastnila války o Falklandy, kde vypálila až 400 ran denně. V roce 1987 byla podepsána licenční smlouva na výrobu děla L119 v USA, pod označením M119, s cílem nahradit starší houfnice stejné ráže M101A1 a M102. V prosinci 1989 byla houfnice M119 zavedena do služby u americké 7. pěší divize. Verze M119A1 zahrnovala několik vylepšení, včetně snížení spodního provozního limitu z teploty −30 °C na −45 °C, přidání amerického digitálního systému řízení palby a zlepšení provozuschopnosti. Plánovaná doba vyřazení této verze byl rok 2008. 
M119 používají lehké divize americké pravidelné armády, včetně 10. horské divize, 25. pěší divize, a 82. a 101. výsadkové divize, stejně jako některé dělostřelecké oddíly Národní gardy.

## Mobilita
Houfnice je typicky tažena lehkými dělostřeleckými tahači M1097 nebo M1152, z rodiny vozidel HMMWV. 
Vzduchem může být houfnice přepravována v transportním letounu C-130 Hercules, včetně možnosti vysazení padákem, anebo při aeromobilních operacích podvěšená pod vrtulníky CH-47 Chinook a UH-60 Black Hawk.

## Munice
Ke střelbě mohou být užívány všechny druhy dělostřeleckých nábojů ráže 105 mm standardizované v rámci NATO a střely s pomocným raketovým motorem, včetně následujících:
- M1 – tříštivotrhavý granát s maximálním dostřelem 11 500 m[1]
- M314 – osvětlovací granát
- M60/M60A2 – zadýmovací granát (s bílým fosforem)
- M314 – zadýmovací granát (s hexachloretanem)
- M913 High-Explosive Rocket Assisted (HERA) – tříštivotrhavý granát s dnovou složí, dostřel zvýšený na 19,3 km
- M760 – tříštivotrhavý granát o dostřelu 14 km

## Varianty
- M119 – původní provedení, přímá kopie L119
- M119A1 – drobná vylepšení včetně systému řízení palby a obsluhy
- M119A2 – vylepšený zaměřovací systém
- M119A3 – modernizovaná verze s digitalizovaným systémem řízení palby a inerciálním navigačním systémem[2]

## Uživatelé
- Saúdská Arábie
  - Královské saúdské pozemní síly[3]
- Spojené státy americké
  - Armáda Spojených států amerických
- Ukrajina
  - Ukrajinské pozemní síly[p 3]

## Fotogalerie

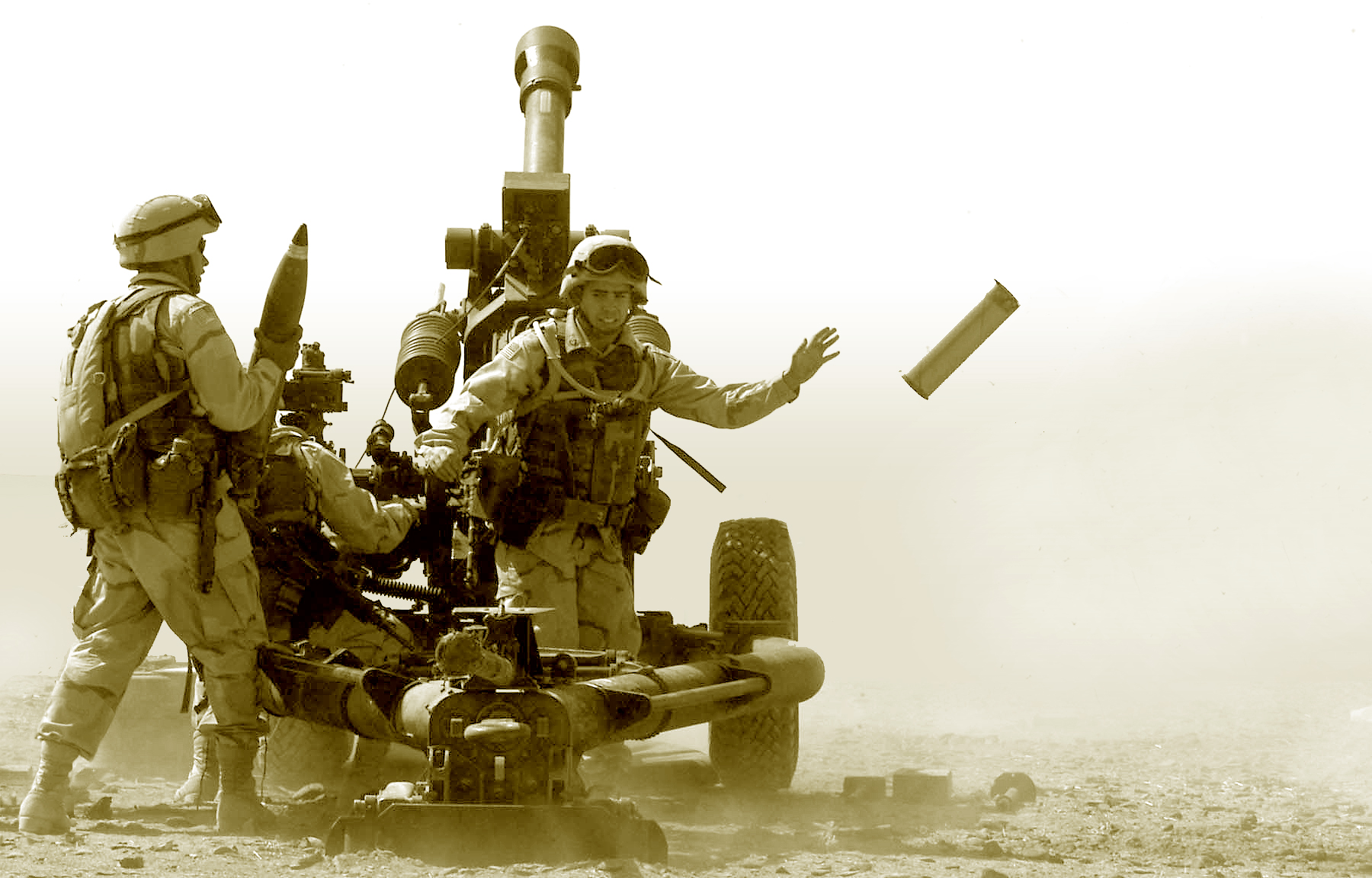
M119 za války v Iráku
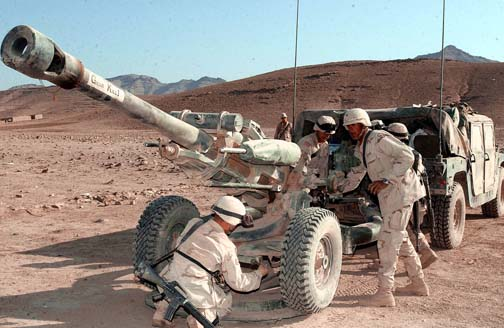
M119 umisťovaná do palebného postavení v Afghánistánu
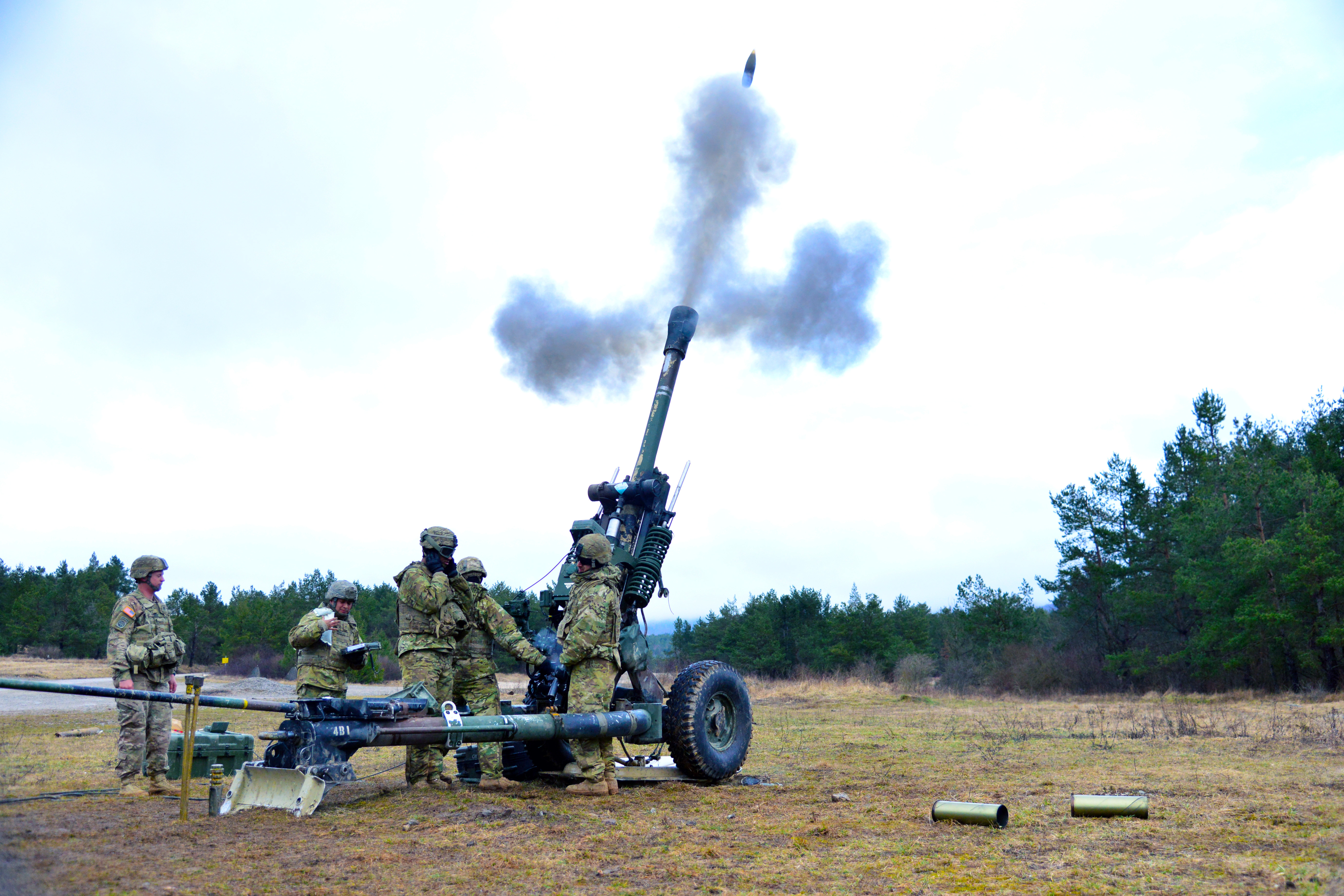
M119A3 173. výsadkové brigády při cvičení
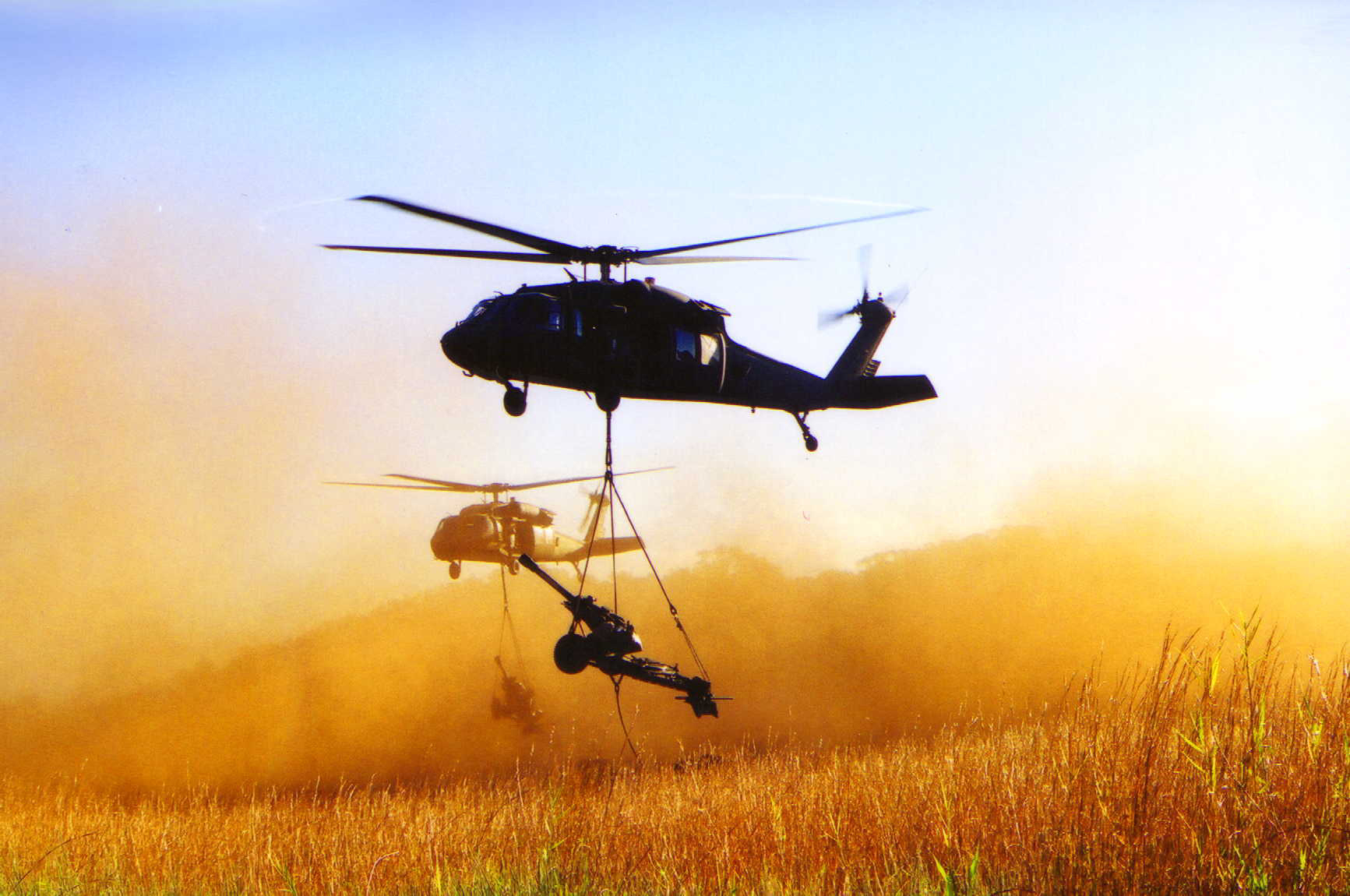
M119 v podvěsu pod UH-60 Black Hawk